# Careproctus longipinnis
Careproctus longipinnis és una espècie de peix pertanyent a la família dels lipàrids.

## Descripció
- El mascle fa 27 cm de llargària màxima i 22,1 la femella.[4][5]

## Alimentació
Menja crustacis.

## Hàbitat
És un peix marí i batidemersal que viu entre 500 i 1.322 m de fondària.

## Distribució geogràfica
Es troba al mar de Labrador, el mar de Noruega i el nord de les illes Fèroe.

## Observacions
És inofensiu per als humans.